# Sončev mrk 3. septembra 2081
V sredo, 3. septembra 2081, se bo zgodil popolni sončev mrk. Redek pojav nastane, ko Luna prečka črto med Zemljo in Soncem delno ali popolno za opazovalca na Zemlji. Popolni mrk se zgodi, ko je Lunin navidezni premer večji kot Sončev, kar ovira Sončevo svetlobo na Zemljo in spremeni dan v temo. Popolnost se zgodi le na ozkem predelu Zemljine površine, delnost pa se razširja na več tisoč kilometrih.
Mrk bo kot naslednji popolni Sončev mrk viden na Slovenskem.

## Povezani mrki

### Sončevi mrki v obdobju 2080–2083
Ta mrk je del semestrskih serij. Mrk v ciklu Sončevih mrkov se ponovi na približno vsakih 177 dni in 4 ur (en semester) na izmeničnih vozlih Luninega tira.
| 121 | 21. marec 2080 Delni         | 126 | 12. september 2080 Delni  |
| 131 | 10. marec 2081 Kolobarjasti  | 136 | 3. september 2081 Popolni |
| 141 | 27. februar 2082 Kolobarjast | 146 | 24. avgust 2082 Popolni   |
| 151 | 16. februar 2083 Delni       | 156 | 13. avgust 2083 Delni     |

### 136. saros
136. sončev saros, ki se ponovi na vsakih 18 let in 11 dni, vsebuje 71 mrkov. Serija se je pričela z delnim mrkom 14. junija 1360, od 8. septembra 1504 pa so potekali kolobarjasti mrki. Od 22. novembra 1612 do 17. januarja 1703 so sledili hibridni mrki, popolni mrki pa od 27. januarja 1721 do 13. maja 2496. Serija se konča z 71. članom, ki bo delni mrk 30. julija 2622. Skupaj bo saros trajal 1262 let. Najdaljši mrk se je zgodil 20. junija 1955, saj je najdlje trajal 7 minut in 7,74 sekund. Vsi mrki v tej seriji so na Luninem padnem vozlu.
| Člani serije od 29 do 43 med 1865 in 2117 | Člani serije od 29 do 43 med 1865 in 2117 | Člani serije od 29 do 43 med 1865 in 2117 |
| 29                                        | 30                                        | 31                                        |
| ----------------------------------------- | ----------------------------------------- | ----------------------------------------- |
| 25. april 1865                            | 6. maj 1883                               | 18. maj 1901                              |
| 32                                        | 33                                        | 34                                        |
| 29. maj 1919                              | 8. junij 1937                             | 20. junij 1955                            |
| 35                                        | 36                                        | 37                                        |
| 30. junij 1973                            | 11. julij 1991                            | 22. julij 2009                            |
| 38                                        | 39                                        | 40                                        |
| 2. avgust 2027                            | 12. avgust 2045                           | 24. avgust 2063                           |
| 41                                        | 42                                        | 43                                        |
| 3. september 2081                         | 14. september 2099                        | 26. september 2117                        |

### Serije ineks
Mrk je del dolgega cikla ineks, ki se ponavlja na izmeničnih vozlih na vsakih 358 sinodskih mesecih (≈ 10.571,95 dni ali 29 let minus 20 dni). Njihov izgled in širina so nepravilni, ker niso sinhronizirani z anomalističnim mesecem (perigejeva perioda). Skupine 3 ciklov ineks (≈ 87 let minus 2 meseca) si pridejo blizu (≈ 1,151.02 anomalističnih mesecev), torej so mrki podobni v teh skupinah.
| Člani serije ineks med 1901 in 2100: | Člani serije ineks med 1901 in 2100: | Člani serije ineks med 1901 in 2100: |
| ------------------------------------ | ------------------------------------ | ------------------------------------ |
| 3. januar 1908 (130. saros)          | 13. december 1936 (131. saros)       | 23. november 1965 (132. saros)       |
| 3. november 1994 (133. saros)        | 14. oktober 2023 (134. saros)        | 22. september 2052 (135. saros)      |
| 3. september 2081 (136. saros)       |                                      |                                      |